# Smerekówka Wielka
Smerekówka Wielka – potok, lewy dopływ Glinki o długości 4,11 km i powierzchni zlewni 4,51 km².

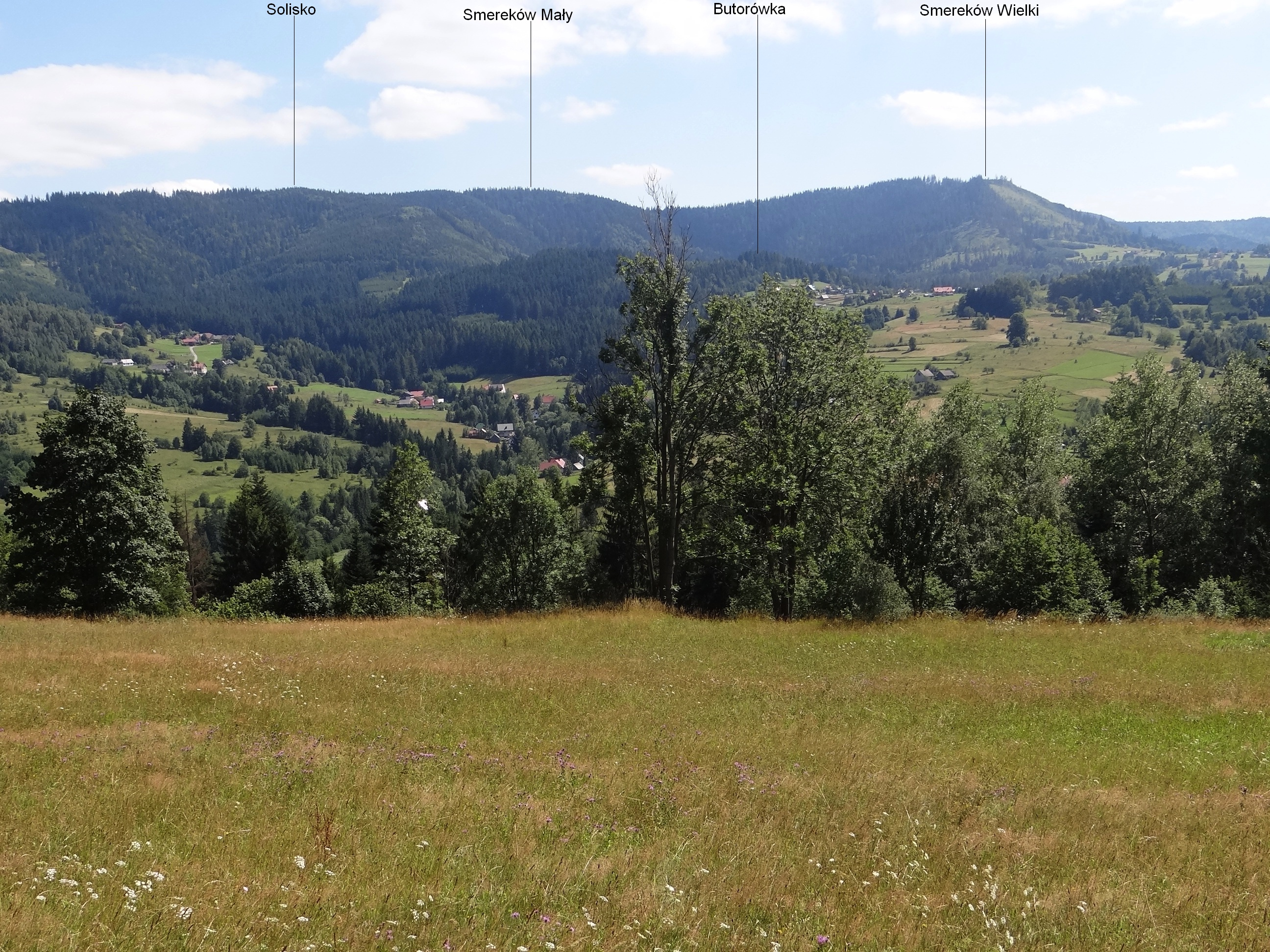
Widok z Kubieszówki na doliny Smerekówki Wielkiej i Smerekówki Małej

Potok płynie w Beskidzie Żywieckim. Jego źródła znajdują się na stokach Smerekowa Wielkiego, Jaworzyny i Żebrakówki (zwanej też Smerekowem Małym) w Grupie Oszusa. Najwyżej położone z nich znajdują się na wysokości około 1030 m. Spływa w północno-zachodnim kierunku, w dolnej części zmieniając kierunek na północny. Uchodzi do potoku Glinka w centrum miejscowości Glinka, na wysokości około 608 m. Cała zlewnia Smerekówki Wielkiej znajduje się w obrębie tej miejscowości.